# 2017年太平洋颶風季
2017年太平洋颶風季是每年一度全球熱帶氣旋產生週期的一部分。東太平洋颶風季從2017年6月開始；而中太平洋颶風季從2017年1月開始。本條目的範圍僅侷限於赤道以北及國際換日線以東的太平洋，於赤道以北及國際換日線以西的太平洋水域產生的風暴則被稱為颱風，並被列入2017年太平洋颱風季。在東、中太平洋產生的熱帶風暴分別是由美國國家颶風中心（英語：NHC）及中太平洋颶風中心（英語：CPHC）命名，國際編號分別為xxE或xxC。
2017年太平洋颶風季第一個氣旋生成於2017年5月9日的熱帶風暴阿德里安。以下各熱帶氣旋資訊以熱帶氣旋存在期間的最強形態為準。

## 熱帶氣旋

### 熱帶風暴阿德里安（Adrian）
2017年5月9日下午9時，美國國家颶風中心升格位於聖薩爾瓦多西南部的低壓區為熱帶低氣壓，並給予編號01E。下午10時，美國國家颶風中心將其升格為熱帶風暴，並命名為阿德里安（Adrian）。
5月10日下午10時，美國國家颶風中心將其降格為熱帶低氣壓。
5月11日上午10時，阿德里安在萨利纳克鲁斯東南部消散。

### 熱帶風暴比阿特麗斯（Beatriz）
2017年5月28日，一個低壓區在墨西哥南部海面上生成。
5月31日上午7時，美國國家颶風中心將其升格為熱帶低氣壓，並給予編號02E。
6月1日上午10時，美國國家颶風中心將其升格為熱帶風暴，並命名為比阿特麗斯（Beatriz）。同日下午，美國國家颶風中心將其降格為熱帶低氣壓。
6月2日，美國國家颶風中心對其發出最後的警報。

### 熱帶風暴加爾文（Calvin）
2017年6月11日下午1時，美國國家颶風中心將瓦哈卡州西南部海面的低壓區升格為熱帶低氣壓，並給予編號03E。
6月12日下午1時，美國國家颶風中心將其升格為熱帶風暴，並命名為加爾文（Calvin）。晚上10時，美國國家颶風中心將其降格為熱帶低氣壓。
6月13日，美國國家颶風中心對其發出最後的警報。

### 颶風多拉（Dora）
6月21日，美國國家颶風中心開始監察特萬特佩克灣南部的低壓區。
6月24日下午7時，美國國家颶風中心將其升格為熱帶低氣壓，並給予編號04E。
6月25日上午1時，美國國家颶風中心將其升格為熱帶風暴，並命名多拉（Dora）。
6月26日上午1時，美國國家颶風中心將其升格為一級颶風。
6月27日下午1時，美國國家颶風中心將其降格為熱帶風暴。
6月28日上午7時，美國國家颶風中心對其發出最後的警報。

### 颶風諾瑪（Norma）
9月14日上午9時，美國國家颶風中心將其升格為熱帶風暴，命名為諾瑪（Norma）。
9月19日上午3時，美國國家颶風中心將其降格為熱帶性低氣壓。

### 颶風奧蒂斯（Otis）
9月11日下午3時，美國國家颶風中心將其升格為熱帶性低氣壓。
9月16日下午2時，美國國家颶風中心將其升格為熱帶風暴，命名為奧蒂斯（Otis）。
9月17日下午2時，美國國家颶風中心直接將其升格為二級颶風。
9月17日下午8時，美國國家颶風中心將其升格為三級颶風。
9月18日上午8時，美國國家颶風中心降格為熱帶風暴。
9月19日上午8時，美國國家颶風中心針對其發布最後一次報告。

### 熱帶風暴皮拉爾（Pilar）
9月24日上午6時，美國國家颶風中心將其升格為熱帶性低氣壓。
9月24日上午8時，美國國家颶風中心將其升格為熱帶風暴，命名為皮拉爾（Pilar）。
9月25日下午2時，美國國家颶風中心將其降格為熱帶性低氣壓。

### 熱帶風暴拉蒙（Ramon）
10月3日，美國國家颶風中心將其升格為熱帶風暴，命名為拉蒙（Ramon）。
10月4日，美國國家颶風中心將其降格為熱帶低氣壓，並發布最後警報。

## 其他熱帶氣旋
除了被國家颶風中心和中太平洋颶風中心命名的熱帶氣旋外，還有一些沒被命名的熱帶低氣壓。以下列出那些熱帶氣旋的資料。

## 風暴名稱

### 東太平洋
下面的名字將被用於於2017年在東北太平洋形成而又被命名的風暴。如果有退役名稱的話，將由世界氣象組織在2018年春天宣布。在這個名單中未退役的名字將在2023年的風季中再次使用。黑色體字表示今年已經使用過，黑色粗體名稱則表示該風暴活躍中，未使用之名字則以灰色字體表示，橙色表示下一個將會使用的名稱。
| - Adrian - Beatriz - Calvin - Dora - Eugene - Fernanda - Greg - Hilary | - Irwin - Jova - Kenneth - Lidia - Max - Norma - Otis - Pilar | - Ramon - Selma - Todd（未用） - Veronica（未用） - Wiley（未用） - Xina（未用） - York（未用） - Zelda（未用） |

### 中太平洋
下列名稱將用於2017年在中太平洋形成的風暴。
| - Walaka（未用） | - Akoni（未用） | - Ema（未用） | - Hone（未用） |

## 颶風季影響
以下圖表顯示了2017年太平洋颶風季的所有熱帶氣旋以及它們的登陸資料(如有)。在括號內的死亡人數屬於非直接，但仍與風暴有關的死亡。所有破壞及死亡數字都包括風暴在擾動及溫帶氣旋階段時的資料。
ACE的計算公式：{\displaystyle \sum _{}^{}{\frac {{v_{\mathrm {max} }}^{2}}{10^{4}}},}，單位為{\displaystyle 10^{4}kt^{2}}。
| 萨菲尔-辛普森飓风风力等级 |    |    |    |    |    |    |
| TD                        | TS | C1 | C2 | C3 | C4 | C5 |

| 风暴名称      | 持续日期           | 风暴最高强度 | 最大持续风速 | 最低气压 （百帕） | ACE     | 登陆                         | 登陆        | 登陆     | 损失 （百万美元） | 死亡人数 |
| 风暴名称      | 持续日期           | 风暴最高强度 | 最大持续风速 | 最低气压 （百帕） | ACE     | 地点                         | 时间        | 风速     | 损失 （百万美元） | 死亡人数 |
| ------------- | ------------------ | ------------ | ------------ | ----------------- | ------- | ---------------------------- | ----------- | -------- | ----------------- | -------- |
| 阿德里安      | 5月9日－5月11日    | 热带风暴     | 75 km/h      | 1004              | 0.5275  | 没有登陆                     | 没有登陆    | 没有登陆 | 0                 | 0        |
| 比阿特麗斯    | 5月31日－6月2日    | 热带风暴     | 75 km/h      | 1001              | 0.6025  | 墨西哥瓦哈卡州安赫爾港       | 6月1日19時  | 75 km/h  | 3.9               | 7        |
| 加爾文        | 6月11日－6月13日   | 热带风暴     | 75 km/h      | 1004              | 0.2825  | 墨西哥帕加布蘭卡附近         | 6月12日13時 | 65 km/h  | 未知              | 0        |
| 多拉          | 6月24日－6月28日   | 二级飓风     | 165 km/h     | 974               | 5.0775  | 没有登陆                     | 没有登陆    | 没有登陆 | 很少              | 0        |
| 尤金          | 7月7日－7月12日    | 三级飓风     | 185 km/h     | 966               | 8.1125  | 没有登陆                     | 没有登陆    | 没有登陆 | 0                 | 0        |
| 費爾南達      | 7月12日－7月22日   | 四级飓风     | 230 km/h     | 948               | 28.3975 | 没有登陆                     | 没有登陆    | 没有登陆 | 0                 | 0        |
| 格雷格        | 7月17日－7月27日   | 热带风暴     | 95 km/h      | 1000              | 5.19    | 没有登陆                     | 没有登陆    | 没有登陆 | 0                 | 0        |
| 08E           | 7月18日－7月20日   | 热带低氣压   | 55 km/h      | 1007              | 0       | 没有登陆                     | 没有登陆    | 没有登陆 | 0                 | 0        |
| 希拉里        | 7月21日－7月30日   | 二级飓风     | 175 km/h     | 969               | 14.5675 | 没有登陆                     | 没有登陆    | 没有登陆 | 0                 | 0        |
| 歐文          | 7月22日－8月1日    | 一级飓风     | 150 km/h     | 979               | 11.1075 | 没有登陆                     | 没有登陆    | 没有登陆 | 0                 | 0        |
| 11E           | 8月4日－8月5日     | 热带低氣压   | 55 km/h      | 1006              | 0       | 没有登陆                     | 没有登陆    | 没有登陆 | 0                 | 0        |
| 喬瓦          | 8月11日－8月13日   | 热带风暴     | 65 km/h      | 1003              | 0.49    | 没有登陆                     | 没有登陆    | 没有登陆 | 0                 | 0        |
| 肯尼斯        | 8月18日－8月23日   | 四级飓风     | 215 km/h     | 951               | 10.33   | 没有登陆                     | 没有登陆    | 没有登陆 | 0                 | 0        |
| 利迪婭        | 8月30日－9月4日    | 热带风暴     | 100 km/h     | 986               | 2.6225  | 墨西哥南下加利福尼亞州拉巴斯 | 9月1日7時   | 100 km/h | 未知              | 18（2）  |
| 奧蒂斯        | 9月11日－9月19日   | 三级飓风     | 185 km/h     | 965               | 4.5575  | 没有登陆                     | 没有登陆    | 没有登陆 | 0                 | 0        |
| 馬克斯        | 9月13日－9月15日   | 一级飓风     | 150 km/h     | 980               | 2.175   | 墨西哥格雷羅州阿卡普爾科     | 9月15日8時  | 130 km/h | 未知              | 2        |
| 諾瑪          | 9月14日－9月19日   | 一级飓风     | 120 km/h     | 985               | 3.9325  | 没有登陆                     | 没有登陆    | 没有登陆 | 很少              | 0        |
| 奧蒂斯        | 9月11日－9月19日   | 三级飓风     | 185 km/h     | 965               | 4.5575  | 没有登陆                     | 没有登陆    | 没有登陆 | 0                 | 0        |
| 皮拉爾        | 9月23日－9月25日   | 热带风暴     | 85 km/h      | 1000              | 1.0925  | 没有登陆                     | 没有登陆    | 没有登陆 | 未知              | 0        |
| 拉蒙          | 10月4日－10月5日   | 热带风暴     | 75 km/h      | 1002              | 0.4425  | 没有登陆                     | 没有登陆    | 没有登陆 | 0                 | 0        |
| 塞爾瑪        | 10月27日－10月28日 | 热带风暴     | 65 km/h      | 1004              | 0.6125  | 薩爾瓦多拉巴斯省             | 10月28日5時 | 65 km/h  | 未知              | 17       |
| 季节总结      |                    |              |              |                   |         |                              |             |          |                   |          |
| 20個 熱帶氣旋 | 5月9日－10月28日   |              | 230 km/h     | 948               | 100.12  | 5次登陆                      | 5次登陆     | 5次登陆  | 3.9               | 44（2）  |

## 外部連結
- 美國國家颶風中心（页面存档备份，存于）
- 美國中太平洋颶風中心（页面存档备份，存于）
- 美國海軍實驗室（页面存档备份，存于）
- ACE（页面存档备份，存于）